# Zlata ribica
Zlata ribica je naslovni lik istoimenske ljudske pravljice. Besedilo uvrščamo v književno zvrst epike ali proze. Prihaja iz Ribnice.

## Vsebinapravljice
Mačeha nažene svojega pastorka z rešetom po vodo. Ko je pastorek s cedilom zajemal vodo za svojo mačeho je v cedilo po pomoti ujel zlato ribico. Zlata ribica je pastorka prosila naj jo reši, v zameno pa mu je obljuba, da mu bo izpolnila vse želje. Pastorek je ribico izpustil in odhitel domov. Tam ga je že čakala zlobna mačeha, ki mu je naročila, naj gre v gozd posekat drevo. Pastorek si je zaželel, da bi drevo samo padlo na tla ter da bi ga le-to odpeljalo domov in zlata ribica mu je izpolnila želji, kot mu je obljubila. Ko ga je mačeha zagledala sedeti na drevesu, ga je obtožila čarovništva in ga spodila od hiše. Ker pastorek ni vedel kam naj gre, se je na gradu ponudil za pastirja in tam tudi ostal. Na grašćini je srečal gospodično, ki se mu je posmehovala, zato si je zaželel, da bi gospodična postala noseča. Gospodična je rodila sina in ko je bil ta star 3 leta se je kralj odločil, da poišče njegovega očeta. Fantek je v rokah nosil zlato jabolko in ga ni hotel nikomur dati. Njegov oče bi bil torej tisti, kateremu bi otrok dal jabolko. Na grad so prišli princi, otrok pa je dal jabolko le pastorku. Kralju to ni bilo všeč, zato je dal pastorka, gospodično in otroka zapreti v sod in vreči v reko. Ko so se rešili, so zagledali grad, na katerem je pastorek postal imeniten gospod.

## Analiza glavnih literarnih likov
Glavna lika besedila sta pastorek in zlata ribica.
Zlata ribica, se pojavi na začetku pravljice. Je ženski lik, ki ima izrazito pozitivne lastnosti. Ženski literarni liki so v pravljicah  deljeni na lepe, ponižne in podrejene literarne like, ki so v večini pozitivni, ter na zlobne, ošabne in škodoželjne literarne like, ki so v večini negativni. Ko jo pastorek reši pred smrtjo, mu ona obljubi, da mu bo izpolnila vse želje. Tako pastorku vsakokrat, ko jo prosi za pomoč, ureniči vse želje. Zlata ribica govori, kar je tipična človeška lastnost (poosebitev): »...ko ga ribica takole nagovori: » Ljubi moj, deni me v vodo nazaj,...« Zlata ribica se boji smrti, zato pastorku obljubi, da mu bo izpolnila vsako željo: »... saj ti ne bo zastonj. Kar boš v mojem imenu prosil, ti bo dano.« Zlata ribica je tudi čaroben lik, ker ima lastnosti čarobnega bitja. Zlata ribica je vodni pravljični lik. Med pravljična vodna bitja sodijo tudi mala morska deklica, morske vile, morska zvezda, rak, povodni mož, pa tudi sodobni domišljijski liki kot mavrična ribica in snorkci. Je tudi žensko rečno bitje. Ženska rečna bitja so v slovenski ljudski književnosti pozitivnejša od moških rečnih bitij. Moška rečna bitja so pogosteje negativna, kot na primer povodni mož. V slovenski ljudski književnosti predstavlja zlata ribica simbol dobrega, nedolžnega in je najpogosteje pozitiven lik. Zlata ribica ima funkcijo čarobnega bitja, ki uresničuje želje. Lik zlate ribice je v slovenski in svetovni književnosti zelo pogost in ima tipično čarobno lastnost: vedno izpolnjuje želje, natančneje 3 želje (pravljično število). Zlata ribica v tem besedilu izpolni vse želje in ne samo tri. Zaradi te lastnosti, uresničevanja želja, je pogosto uporabljen v reklamne namene, primer: Nova ljubljanska banka (NLB). Književni liki, ki uresničujejo želje so še beli jelen, vile, škrati, palčki , pa tudi pravljični rekviziti kot je zlato jabolko.
Pastorek je v pravljici glavna moška vloga. Živi z mačeho (negativen ženski literarni lik), kateri se mora iz dneva v dan podrejati. Moški literarni liki so v pravljicah deljeni na pohabljene, podrejene, revne in zaničevane like ter na lepe, modre in neustrašne like. Oba podtipa sta ali nevtralna ali pozitivna in imata v večini primerov vlogo rešiteljev, oseb, ki rešujejo probleme drugih oz. rešujejo svet ali pa so to liki, ki se nespametno odzovejo na dano situacijo. Obstaja tudi tretji podtip moških literarnih likov, kot so razbojniki, tolovaji, hudič ipd., ki so v večini primerov nevtralni ali negativni  literarni liki. Pastorek nekega dne, ko mora mačehi prinesti vodo, s sitom zajame zlato ribico (pravljični lik), ki mu v zameno za izpustitev obljubi, da mu bo izpolnila vsako željo, ki si jo bo zaželel. Tako pastorek pridobi moč, s katero lahko odloča o dobrem in slabem oz. se vede kot rešitelj ali škodoželjnež. Tako se drevo samo poruši in ga tudi odpelje demov (prvič uporabi obljubo zlate ribice v svojo korist). Ko ga mačeha vidi na drevesu ga spodi z doma. Tako gre na grad za pastirja in tam tudi ostane. Ker sem mu grajska gospodična posmehuje si zaželi, da bi bila ta noseča (želi ji zagreniti življenje) in zlata ribica mu željo izpolni. Ko kralj ugotovi, da je pastorek oz. pastir oče otroka, se razjezi, ter da postorka, gospodično in otroka zapreti v sod in jih vreči v reko (nespametno, nepremišljeno ravnanje kralja). Pastorek še enkrat uporabi obljubo zlate ribice in reši vse tri iz vode, zavlada gradu ter postane junak. Moški literarni lik, ki rešuje svet je v slovenski in svetovni književnosti zelo pogost. Literarni liki, ki imajo podobno vlogo so še princi, kraljeviči (npr. trnuljčica, sneguljčica), Peter Klepec, Kralj Matjaž in Alenčica ipd.

## Analiza pravljice
Pripovedovalec:
- tretjeosebni

Književni prostor:
- težko določljiv (grad ob reki z bližnjo okolico)

Književni čas: 
- težko določljiv (obdobje 10 let)

Književni liki:
- glavni (pastorek, zlata ribica)
- stranski (mačeha, gospodična, sin pastorka in gospodične, kralj)

Slog:
- okrasni pridevniki: zal fantiček, zlata ribica, zlato jabolko;
- pomanjševalnice: pastorek, ribica, fantiček;
- pravljična števila: 3 leta.

Motivno-tematske povezave:
- motiv dobrega in zla (Sneguljčica, Pepelka, Rdeča kapica);
- motiv kaznovanja zla (Sneguljčica, Volk in sedem kozličkov, O dveh bratih in velikanih, Pepelka);
- motiv slabega ravnanja z otroki (Grdi raček, Janko in Metka, Deklica z vžigalicami).

## Analiza pravljice po psihoanalitični teoriji (Bruno Bettelheim)
Pravljica Zlata ribica vsebuje pravljične prvine. Že sam naslov pravljice je izrazito pravljičen, saj zlata barva nakazuje na dobrodušnost oz. na prisotnost nadnaravnih, pravljičnih lastnost naslovnega bitja–zlate ribice. Dogajalni čas in Dogajalni prostor sta v pravljici težko določljiva. Dogajalni prostor pravljice je omejen na ožje območje okoliškega gradu ob reki, dogajalni čas pa bi lahko omejili na 10 let, če vemo, da se pravljjica začne s pastoekom, ki je šel zajemat vodo in konča s tem, ko pastorek zavlada gradu. Pravljici je tako prirejen posebn dogajalni kraj in čas in je značilen za večino pravljic. Skozi celotno pravljico se napetost stopnjuje (zasnova-mačeha pastorka spodi od doma, zaplet-na pastorkovo željo, ki mu jo uresniči zlata ribica, grajska gospodična postane noseča in rodi sina, vrh-ko kralj ugotovi, da je pastorek oče sina grajske gospodične, da vse tri zapreti v sod in jih vreči v reko, nenaden preobrat-pastorek reši vse tri iz vode, razplet-pastorek zavlada gradu ob reki). V pravljici je opaziti tudi, da je neznani avtor bolj sočustvoval z moškimi liki kot ženskimi. Mačeha je že sama po sebi zlobna starka, ki je izrazito gospodovalna, ukazovalna nad pastorkom, grajska gospodična je »kaznovana« zaradi zasmehovanja pastorka, kralj brezglavo pošlje pastorka, gospodično in njunega sina v smrt, vendar za svoje dejanje ni kaznovan, pastorek pa je v pravljici moralni zmagovalec, junak, ki rešuje življenja, na koncu pa za nagrado postane grajski gospod. Podobno sta se do moških in ženskih likov opredeljevala tudi brata Grimm, Andersen in ostali pravljičarji.

## Značilnosti ljudske literature v povezavi s pravljico Zlata ribica
- avtor ni poznan,
- pravljica je srednje dolga,
- kraj in čas sta nedoločena oz. sta težko določljiva,
- pravljični liki nimajo imen, so izmišljena,
- vsebuje nasprotja (dobri-slabi, lepi, blagi, prijazni-slabi, grdi, hudobni),
- zmaga dobro nad slabim, pravica nad krivico, resnica nad lažjo,
- vsebuje pravljična števila (tri),
- nastopa pravljično bitje (govoreča zlata ribica, ki izpolnjuje želje),

## Primerjava s podobnimi književnimi liki
V slovenski književnosti je podoben lik zlate ribice v pesmi Otona Župančiča z naslovom Pesem o zlati ribici. V svetovni književnosti je podoben književni lik v Grimmovi pravljici z naslovom O ribiču in njegovi ženi. V tem besedilu zlata ribica uresničuje želje ribiču, vendar mora ta za vsako željo priti k njej, medtem ko pastorku v Zlati ribici ni potrebno vsakič obiskati zlate ribice. V svetovni književnosti je podobna še ribica s svetlečimi luskami v besedilu Mavrična ribica. Mavrična ribica sicer ne izpolnjuje želja ljudem, rada pa pomaga ostalim ribam.

## Izdaje
- Zlata ribica : slovenska ljudska pravljica, Ljubljana, Mladinska knjiga, 1983
- Zlata ribica : slovenska ljudska pravljica, Ljubljana, Mladinska knjiga, 2005
- Babica pripoveduje : slovenske ljudske pripovedi, Ljubljana, Mladinska knjiga, 1980
- Babica pripoveduje [Zvočni posnetek]: slovenske ljudske pripovedi, Ljubljana, Mladinska knjiga, cop. 1998
- Zlata ribica : ljudske pravljice, Ljubljana, Mladinska knjiga, 1980
- Zlata ribica [Zvočni posnetek]: venček domačih, Ljubljana, Nika Records, p 2001
- Passion fish [Videoposnetek], Kranj, Carnium trade, 1996, posneto 1993
- Zlata ribica, Rijeka, [s. n.], [1962]